# Filip Rudziński
Filip Wojciech Rudziński – polski informatyk, doktor habilitowany, inżynier, profesor Politechniki Świętokrzyskiej. Zajmuje się sztuczną inteligencją.
Studia magisterskie o kierunku elektrotechnika skończył w 2000 na Politechnice Świętokrzyskiej. Doktoryzował się w Instytucie Badań Systemowych Polskiej Akademii Nauk, rozprawę doktorską obronił z wyróżnieniem w 2006. Habilitował się w 2019 na Politechnice Częstochowskiej.